# Верем'юк Вероніка Євгенівна
Вероніка Євгенівна Верем'юк (нар. 2007 р.) — київська шахістка, чемпіонка Європи в категорії до 8 років.
Шахами зацікавилась, прочитавши, «Алісу в Країні чудес».
Батьки привели 4,5 річну Вероніку в шаховий клуб «Товариш» до тренера Дмитра Георгійовича Семенова.
В 2013 у віці 6 років стала чемпіонкою Києва серед дівчат до 12 років. У 2014 роках стала чемпіонкою Києва серед юнаків і дівчат до 8 років.
У грудні 2014 року здобула 1 місце в командній першості школярів міста Києва зі швидких шахів і бліцу; у червні стала бронзовим призером чемпіонату України серед дівчат до 8 років.
У 2015 р., здобувши перемогу у турнірі в місті Пореч (Хорватія), стала чемпіонкою Європи серед дівчат своєї категорії. На цьому чемпіонаті вона здобула 9 очок з 9 можливих, обігравши під час  турніру трьох росіянок.
В 2015 році разом з тренером Дмитром Семеновим перейшла в шаховий клуб «Шахова Школа».
З 2016р займається в шаховому центрі «Товариш». Тренер — Сергій Павлов. 
1 жовтня її привітав Президент України Петро Порошенко.